# سی‌دبلیوام (مدیر پنجره)
سی‌دبلیوام (به انگلیسی: cwm) که گاهی به آن کام‌دبلیوام (به انگلیسی: calmwm) هم می‌گویند، یک مدیر پنجره پشته‌ای برای سامانه پنجره‌بندی اکس است که بر روی سیستم‌عامل‌های اوپن‌بی‌اس‌دی (گنجانده شده در نصب پیشفرض)، نت‌بی‌اس‌دی، دراگون‌فلی بی‌اس‌دی و همچنین برخی از توزیع‌های لینوکس (به کمک پکیج‌سورس) قابل اجراست. cwm مخفف Calm Window Manager است. توسعه این مدیر پنجره با نوشتن وصله‌هایی برای evilwm توسط ماریوس آمودت اریکسن آغاز شد اما «کد منبع evilwm طوری نبودند که بتوان به آسانی قابلیت‌های جدید را به آنها اضافه کرد». در تلاش برای بازنویسی کردن این برنامه از برخی از کدهای ۹دبلیوام استفاده شد. آخرین انتشار توسط نویسنده اصلی برنامه در اوت ۲۰۰۵ اتفاق افتاد. در آوریل ۲۰۰۷، پروژه اوپن‌بی‌اس‌دی این برنامه را در درخت کدهای منبع اوپن‌بی‌اس‌دی قرار داد. در ژانویه ۲۰۰۸ قسمت اعظمی از کدهای منبع cwm از جمله کلیه کدهای گرفته شده از 9wm بازنویسی شدند. در حال حاضر از نسخه ۴٫۲ اوپن‌بی‌اس‌دی به بعد، این برنامه هم به همراه اوپن‌بی‌اس‌دی توزیع می‌شود و جایگزین wm2 شده‌است. پورتهایی از آن برای توزیع‌های لینوکس هم موجود است.
cwm یک مدیر پنجره پشته‌ای است که گرایش به استفاده زیاد از صفحه کلید و استفاده آسان دارد. در حالی‌که این مدیر پنجره در اصل از قابلیت میزکارهای مجازی پشتیبانی نمی‌کند، می‌توان با استفاده از مکانیسمی به نام «گروه‌های پنجره» قابلیت میزکارهای مجازی را شبیه‌سازی کرد. cwm به غیر از رسم کردن یک لبه ۱ پیکسلی دور هر پنجره، دیگر عناصر مربوط به دکوراسیون پنجره را رسم نمی‌کند. این برنامه چندین منو دارد که عبارتند از:
- منوی exec که از طریق آن می‌توان نرم‌افزارهای کاربردی را اجرا کرد.
- منوی window که از طریق آن می‌توان در پنجره‌های باز شده جستجو کرد.
- منوی ssh که از طریق آن می‌توان یک نشست ارتباطه SSH آغاز کرد.
- منوی exec wm که از طریق آن می‌توان به یک مدیر پنجره دیگر سوئیچ کرد.

تمام این منوها به صورت «جستجو در حین تایپ» عمل می‌کنند، یعنی جستجو همزمان با تایپ کردن کاراکترها توسط کاربر صورت می‌گیرد و نیاز به فشردن کلید خاصی همانند Enter نیست.
cwm این اجازه را به کاربر می‌دهد تا بدون استفاده از ماوس پنجره‌ها را تغییر اندازه داده، آنها را به نقطه‌ای دیگر در صفحه منتقل کند، در بین آنها جابجا شود و … که این قابلیت‌ها cwm را مناسب برای استفاده به عنوان یک terminal multiplexer می‌کنند. به علاوه اینکه cwm این امکان را فراهم می‌کند تا با استفاده از صفحه کلید دستگاه‌های اشاره‌ای (به انگلیسی: pointing device) را اداره کرد.
فایل تنظیمات cwm در مسیر ‎~/.cwmrc قرار دارد که از طریق آن می‌توان رفتارهای این برنامه را کنترل کرده و کلیدهای کنترلی جدید را در آن تعریف کرد.
cwm به‌طور کلی مورد استقبال کاربرانی که نرم‌افزارهای مینیمال را ترجیح می‌دهند قرار گرفته‌است.